# Готтфрід Еманн
Готтфрід Еманн (нім. Gottfried Ehmann; 1898 — ?) — німецький льотчик-ас, віцефельдфебель Імперської армії. Кавалер Золотого хреста «За військові заслуги».

## Біографія
Учасник Першої світової війни, літав у складі 15-ї штурмової ескадрильї стрільцем-спостерігачем на двомісних машинах. З жовтня 1917 по квітень 1918 року разом з пілотом Варда, маючи звання простих рядових, здобули три перемоги. За це отримали підвищення спочатку до єфрейторів, а потім до унтерофіцерів. Пізніше Еманн літав на Halberstadt СL.II з пілотом Фрідріхом Гуффцки, з яким здобув дев'ять перемог. Гуффцки і Еманн стали найрезультативнішим німецьким екіпажем двомісного винищувача: в період з 4 червня по 29 липня 1918 року вони збили 9 літаків, а Еманн став найрезультативнішим бортовим стрільцем Першої світової війни.
З 28 травня 1946 по 8 грудня 1953 року — член міської ради Ліцена.

## Сім'я
18 березня 1917 року одружився з 19-річною Луїзою Катаріною Рафф в Штутгарті. В пари народились 2 дочки.

## Нагороди
- Залізний хрест 2-го і 1-го класу
- Срібна і золота медаль «За військові заслуги» (Вюртемберг)
- Золотий хрест «За військові заслуги» (9 серпня 1918)
- Почесний хрест ветерана війни з мечами